# Iniziativa Adriatico Ionica
L'Iniziativa adriatico-ionica (IAI o AII) è un'organizzazione internazionale nata nel 2000; ne sono membri i paesi che si affacciano sui mari Adriatico e Ionio. È un forum intergovernativo per la cooperazione regionale nella Euroregione adriatico-ionica, che ha lo scopo di promuovere l'allargamento dell'Unione europea nei paesi balcanici.
Il suo segretariato permanente ha sede nella città di Ancona, storico avamposto tra l'Europa occidentale, la Grecia e i Balcani, nella cinquecentesca Cittadella.

## Storia
L'Iniziativa adriatico-ionica nasce il 20 maggio 2000, con la firma della "dichiarazione di Ancona" da parte dei Ministri degli esteri dei sei paesi fondatori, alla presenza del Presidente della Commissione europea Romano Prodi. La firma della dichiarazione fu l'evento conclusivo della "Conferenza sullo sviluppo e la sicurezza nel mare Adriatico e nello Ionio". I paesi fondatori erano sei: Italia, Albania, Bosnia ed Erzegovina, Croazia, Grecia e Slovenia. 
Nel 2002 l'iniziativa fu estesa alla federazione di Serbia e Montenegro; in seguito al referendum in Montenegro, con il quale i cittadini scelsero di sciogliere la federazione, entrambi gli Stati rimasero stati membri. Il 2018 vide l'adesione della Macedonia del Nord, promossa dall’Italia durante il suo anno di presidenza. Nel 2019, anche San Marino ha aderito all'Iniziativa adriatico-ionica, durante la presidenza montenegrina. I paesi membri sono così saliti a dieci.
L'Iniziativa adriatico-ionica ha promosso forme di cooperazione specifiche tra i suoi stati membri:
- UniAdrion, l'unione delle università dei paesi membri, fondata il 15 dicembre 2000, stesso anno della nascita dell'Iniziativa con la Dichiarazione di Ravenna;
- Forum delle Camere di Commercio adriatico-ioniche;
- Forum delle città dell'Adriatico e dello Ionio[4].

Il 19 giugno 2008 è stato istituito il Segretariato permanente, con sede ad Ancona, per rafforzare la cooperazione tra gli stati e facilitare il raggiungimento degli scopi dell'Iniziativa, ossia promuovere la stabilità politica ed economica attraverso il rafforzamento della cooperazione regionale, e facilitare il processo di integrazione europea.
Il 30 giugno 2006 è stata costituita la Euroregione adriatico-ionica e l'Iniziativa adriatico-ionica, insieme alle amministrazioni locali, ne promuove le attività. 

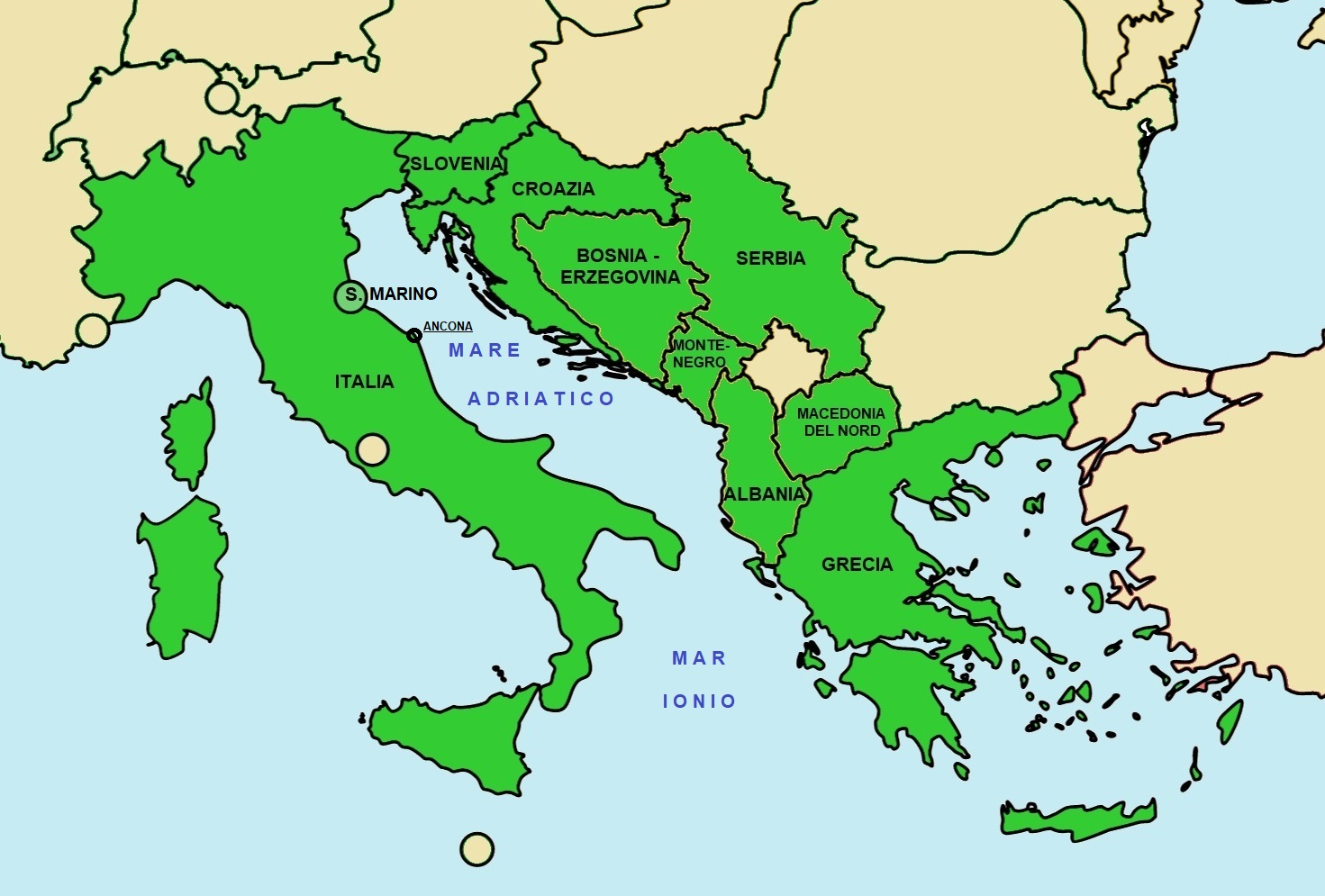
Stati membri dell'Iniziativa Adriatico-ionica e localizzazione della sede del segretariato permanente, Ancona.

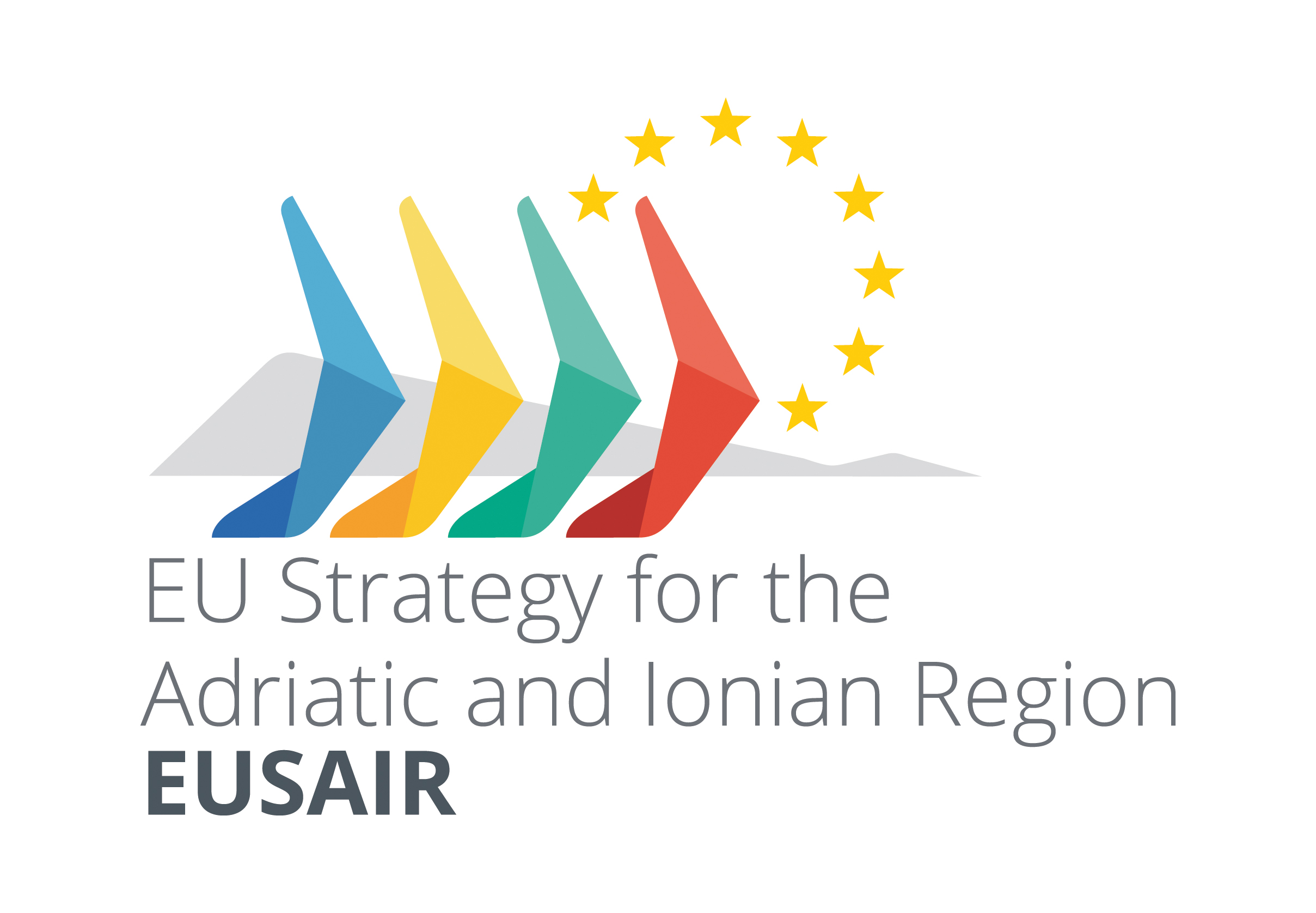
Logo della "Strategia europea per la regione adriatico-ionica" (EUSAIR)

Alcuni stati partecipanti all'Iniziativa adriatico-ionica sono nel corso degli anni diventati membri dell'Unione Europea, portando così a termine il processo di integrazione, scopo che è alla base dell'organizzazione; essi sono la Slovenia, nel 2004 e la Croazia, nel 2013.
Nel 2010, i ministeri degli Affari Esteri dei paesi dell'Iniziativa adriatico-ionica, riuniti ad Ancona, hanno approvato la "Dichiarazione sul sostegno della strategia dell'UE per il bacino adriatico-ionico", in cui si sostiene la necessità di proteggere l'ambiente marino dall'inquinamento e lo sviluppo e di una crescita sostenibili, considerando che, una volta portato a termine il processo di integrazione, l'Adriatico e lo Ionio saranno mari interni all'Unione europea.
Il Consiglio europeo a dare mandato alla Commissione europea per presentare la "Strategia europea per la regione adriatico-ionica" (in sigla: EUSAIR) entro la fine del 2014. La EUSAIR è stata approvata dal Consiglio il 24 ottobre 2014 e si trova ora nella sua fase di attuazione. Dal 2015, la IAI ha iniziato un processo di riorganizzazione delle sue strutture per favorire la cooperazione ed evitare sovrapposizioni con il nuovo organismo.. La EUSAIR rappresenta la terza strategia macroregionale dell'Unione europea, dopo quella per l'euroregione del Mar Baltico (2009) e a quella per la regione del Danubio (2011).

## Organi
- La Presidenza è di durata annuale e ruota fra i vari stati membri, in ordine alfabetico.
- Il Consiglio Adriatico Ionico è formato dai Ministri degli esteri di tutti i paesi membri, ed è l'organo decisionale; si riunisce una volta l'anno, ma possono essere convocati anche incontri straordinari.
- Il Comitato degli alti funzionari[8] è l'organo esecutivo ed ha il compito di preparare i lavori del Consiglio; si riunisce almeno tre volte l'anno.
- Il Segretariato permanente dell'Iniziativa adriatico-ionica, inaugurato il 19 giugno 2008 con sede alla Cittadella di Ancona, ha il compito di coordinare ed implementare i progetti sostenuti dall'IAI, e mantenere i rapporti di cooperazione con le altre organizzazioni internazionali.

## Aree di intervento
L'Iniziativa adriatico-ionica opera principalmente su quattro temi, ognuno dei quali viene approfondito in apposite tavole rotonde:
- Piccola e media impresa
- Trasporti e cooperazione marittima
- Turismo, cultura e cooperazione inter-universitaria: come la rete di università UniAdrion
- Ambiente e protezione dagli incendi

Inoltre, è prevista la possibilità di introdurre altri temi di discussione tramite l'istituzione di apposite tavole rotonde.
Tavole rotonde ad hoc ed incontri specifici si sono svolti in modo particolare sui temi della pesca e dello sviluppo rurale.

## Presidenza
La Presidenza è di durata annuale e ruota fra i vari stati membri, in ordine alfabetico. L'avvicendamento avviene nel periodo maggio-giugno.
| Anno        | Stato                |
| ----------- | -------------------- |
| 2000 - 2001 | Croazia              |
| 2001 - 2002 | Grecia               |
| 2002 - 2003 | Italia               |
| 2003 - 2004 | Slovenia             |
| 2004 - 2005 | Montenegro           |
| 2005 - 2006 | Albania              |
| 2006 - 2007 | Bosnia ed Erzegovina |
| 2007 - 2008 | Croazia              |
| 2008 - 2009 | Grecia               |
| 2009 - 2010 | Italia               |
| 2010 - 2011 | Montenegro           |
| 2011 - 2012 | Serbia               |
| 2012 - 2013 | Slovenia             |
| 2013 - 2014 | Albania              |
| 2014 - 2015 | Bosnia ed Erzegovina |
| 2015 - 2016 | Croazia              |
| 2016 - 2017 | Grecia               |
| 2017 - 2018 | Italia               |
| 2018 - 2019 | Montenegro           |
| 2019 - 2020 | Serbia               |
| 2020 - 2021 | Slovenia             |
| 2021 - 2022 | Albania              |
| 2022 - 2023 | Bosnia ed Erzegovina |
| 2023 - 2024 | Croazia              |
| 2024 - 2025 | Grecia               |

### Segretario generale
Il mandato del Segretario generale è nominato dal Consiglio adriatico ionico, su proposta del Comitato degli alti funzionari. L'incarico dura tre anni ed è rinnovabile una volta. 
| Anno             | Stato  | Segretario            |
| ---------------- | ------ | --------------------- |
| 2008 - 2011      | Italia | Alessandro Grafini    |
| 2011 - 2014      | Italia | Fabio Pigliapoco      |
| 2014 - 2017      | Italia | Fabio Pigliapoco      |
| 2017 - 2020      | Italia | Giovanni Castellaneta |
| 2020 - in carica | Italia | Giovanni Castellaneta |